# Махмуд Фаршчиян
Махмуд Фаршчиян (на персийски: محمود فرشچیان) е майстор на персийската живопис и миниатюри.

## Биография
Махмуд Фаршчиян е роден в Исфахан, известен със своето изкуство и художници град в Иран, на 24 януари 1930 г. Баща му, търговец на килими и ценител на изкуството внушава любов към изкуството у сина си. Махмуд показва интерес към изкуствата от ранна възраст и учи при Хаджи Мирза-Агха Емами и Иса Бахадори в продължение на няколко години. След като получава дипломата си от Исфаханското средно училище по изящни изкуства Фаршчиян заминава за Европа, където изучава творбите на великите западни майстори на живописта. Вследствие на това той развива иновативен художествен стил с универсална привлекателност.
При завръщането си в Иран той започва работа в националния институт по изящни изкуства (превърнат по-късно в Министерство на изкуствата и културата) и след време е назначен за директор на Отдела за национални изкуства и професор като професор в университета на Техеранската школа по изящни изкуства. Междувременно започва да се разнася славата на творбите му. Те са излагани в 57 индивидуални изложби и 86 групови изложби в Иран, Европа, Северна Америка и Азия. Творбите му са представени в няколко музеи и големи колекции по света. Награден е с повече от десет награди от разни институти по изкуства и културни центрове. Има докторат (1 степен по изкуства) по иранска живопис и ислямски изкуства от Висшия съвет по култура и изкуство.
Дизайнът на Зарих (подобно на кутия решетъчно ограждение, поставяно на върха на гробница), покрива, вратите и мазето на светилището на имама от 8 век Али ибн Муса ал Реза в Мешхед също е негово дело. Той също е член на комитета, надзираващ строежа на светилището.
Махмуд Фаршчиян играе решителна роля за представянето на иранското изкуство пред света. Той е канен да говори и излага свои творби в много университети и институти по изкуства. Шест книги и много статии са публикувани за неговите творби. Музеят на Майстор Махмуд Фаршчиян в културния комплекс Садабад в Техеран, основан през 2001 г., е посветен на творбите му.
Фаршчиян понастоящем живее в Ню Джърси. Синът му Алиморад Фаршчиян е лекар във Флорида.

## Стил
Махмуд Фаршчиян е основател на собствена школа по персийска живопис, която се придържа към класическите форми, като в същото време използва нови техники, за да разшири обхвата на иранското изкуство. Той вдъхва нов живот на тази форма на изкуство и я освобождава от симбиотичната връзка, която исторически тя има с поезията и литературата, давайки ѝ независимост, на която тя преди това не се е наслаждавала. Неговите силни и иновативни картини са динамични, просторни и изпълнени с живот платна с привлекателно сливане на традиционното и модерното, което съставлява неговият уникален стил на рисуване.
Картината на Фаршчиян Шамс и Руми е вдъхновена от едно от стихотворенията на Руми. Използвани са специални цветове, за да се изобрази мистичната и духовна връзка между Шамс и Руми. Картината е нарисувана в САЩ за два месеца и е показана в Културния и художествен комплекс Фаршчиян в Исфахан на 2 август 2007 г.

## Книги
- Painting and drawing (1976)
- Картини в Шах-наме от Фирдоуси (1991)
- Картини на героите от Шах-наме (1991)
- Mahmoud Farshchian Volume II Selected by UNESCO (1991)
- Картини в Диван от Хафез (2002)
- Картини в Рубаят от Омар Хаям (2004)
- Mahmoud Farshchian Volume III Selected By UNESCO (2004)

## Награди
- 2001 – GODIVA Chocolates 75th Anniversary, САЩ
- 2001 – Кой кой е в 21 век, Кеймбридж, Англия
- 2000 – Забележителни интелектуалци на 21 век, Кеймбридж, Англия
- 1995 – Златен медал
- 1987 – Златна палма на Европа
- 1985 – Oscar D'Italia, златна статуетка
- 1984 – Vessillo Europa Delle Arte, Италия, златна статуетка
- 1983 – Diploma Accadenu'co D'Europa, L’Accademia D'Europa, Италия
- 1983 – Diploma Maestro Di Pittura, II Seminario d'Arte Moderna, Италия
- 1982 – Diploma Di Merito, Universita Delle Arti, Италия
- 1980 – Academia Italia delle Arti e del Lavoro, златен медал
- 1973 – Министерство на културата и изкуството, Иран, първа награда
- 1958 – Международен художествен фестивал, Белгия, златен медал
- 1952 – Военно изкуство, Иран, златен медал